# Orthomnion bryoides
Orthomnion bryoides là một loài Rêu trong họ Mniaceae. Loài này được (Griff.) Nork. mô tả khoa học đầu tiên năm 1958.